# 玛丽亚·巴列奥略

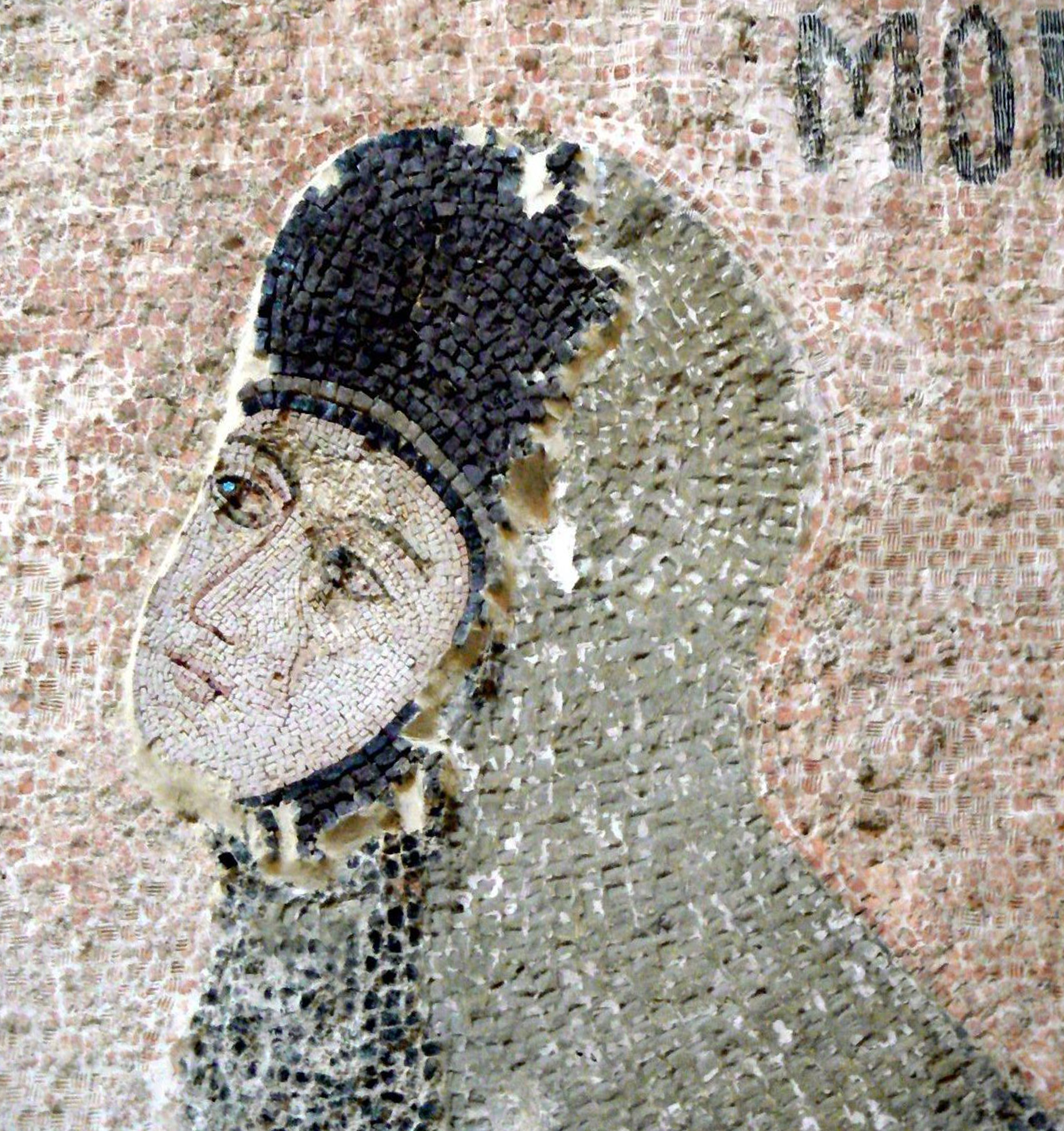
伊斯坦布尔科拉教堂中的玛丽亚镶嵌画

玛丽亚·巴列奥略（希臘語：Μαρία Παλαιολογίνα），伊儿汗国阿八哈王后。

## 生平
玛丽亚·巴列奥略是拜占庭帝国皇帝米海尔八世的私生女。当时伊儿汗国建立者旭烈兀想与拜占庭帝国通好，于是选择了米海尔之女玛丽亚联姻。1265年，玛丽亚离开君士坦丁堡前往伊儿汗国，但在途中她得知旭烈兀已去世。于是，她又被许配给旭烈兀之子阿八哈。由于玛丽亚的关系，阿八哈一直善待东正教。蒙古人尊称其为脱司配那哈敦（Теспинэ хатан，其中“脱司配那”即希腊语，可指圣母玛丽亚）。
阿八哈于1282年逝世后，玛丽亚回到了君士坦丁堡。